# نورث‌ایست پارک (مینیاپولیس)
نورث‌ایست پارک (به انگلیسی: Northeast Park) یک منطقهٔ مسکونی در ایالات متحده آمریکا است که در مینیاپولیس واقع شده‌است. نورث‌ایست پارک ۶۷۲ نفر جمعیت دارد.